# 文森佐·费雷拉
文森佐·费雷拉（義大利語：Vincenzo Ferrera，1973年4月21日—）是義大利的一位演員 。文森佐·费雷拉生於意大利巴勒莫。還在青少年的時候，他就对表演有兴趣。费雷拉高中毕业后開始參加表演活動。

## 外部連結
- 文森佐·费雷拉在互联网电影资料库（IMDb）上的資料（英文）